# Burg Thalberg

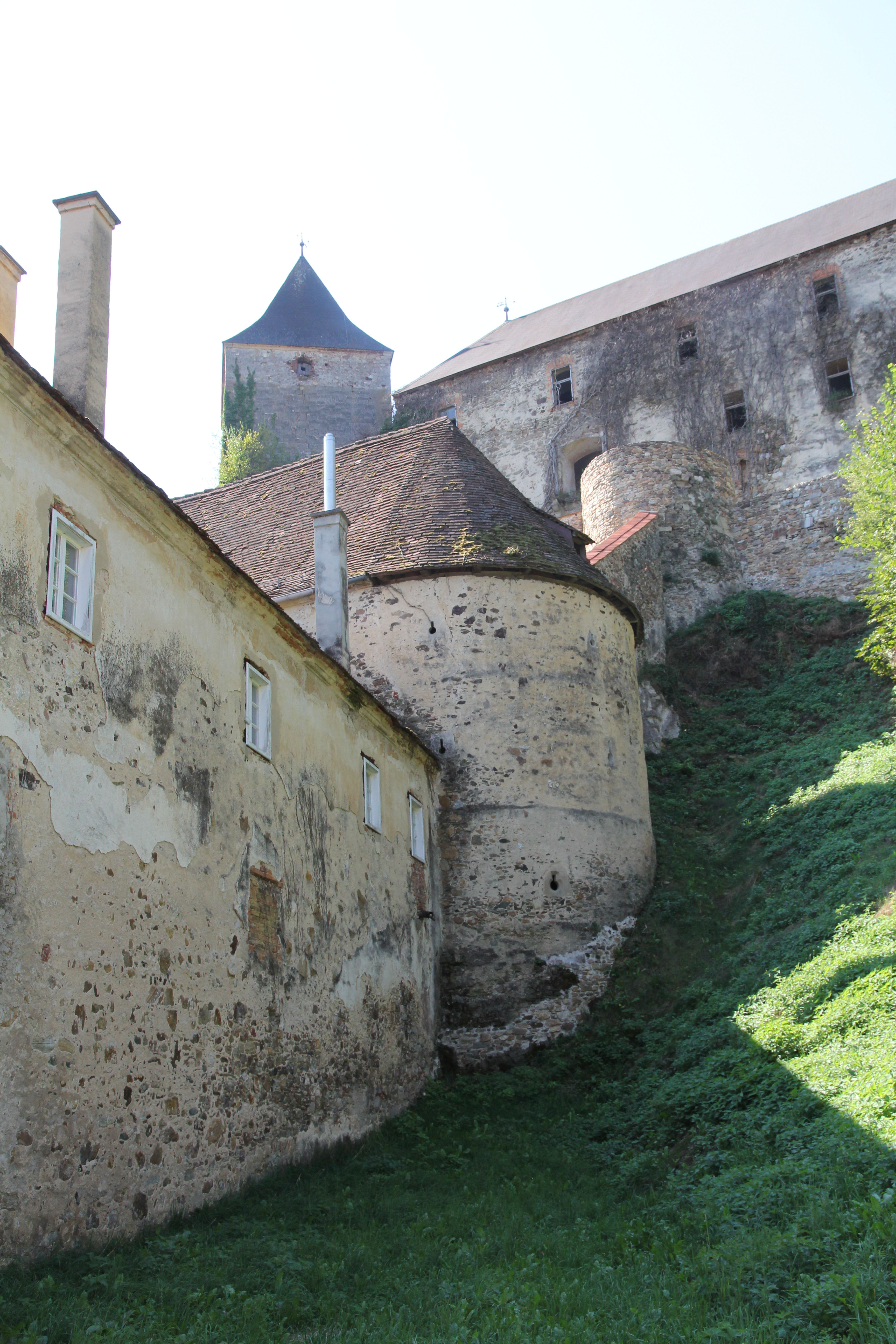
Burg Thalberg

Die Burg Thalberg ist ein hervorragendes Beispiel des hochmittelalterlichen Burgenbaues in der Steiermark und wohl die besterhaltene romanische Wehranlage des Landes. Sie befindet sich oberhalb der Lafnitz im Gemeindegebiet von Dechantskirchen, Bezirk Hartberg-Fürstenfeld.

## Baubeschreibung
Der Baukomplex der Oberburg ist 90 Meter lang und 23 Meter breit. Von ihr ist der größte Teil des romanischen Baubestandes erhalten. An den Schmalseiten der Burg stehen zwei mächtige quadratische Türme. Der 24 Meter hohe Bergfried im Osten sichert den aus Quadern und Bruchsteinen errichteten Torbau. Er ist durch die zwölf Meter hohe Ringmauer mit dem niedrigeren Westturm verbunden. An den Bergfried schließt der 50 Meter lange äußere Burghof an. Dessen Nordseite wird von einem dreigeschoßigen Wohngebäude begrenzt, das noch aus der Romanik stammt, aber in spätgotischer Zeit ausgebaut wurde. Es ist äußerlich erhalten, doch sind die Innendecken größtenteils eingestürzt, so dass es sich praktisch um eine überdachte Ruine handelt.
Im Westen umschließt der ebenfalls dreigeschoßige Palas den inneren Burghof. Sein Nordtrakt wurde in spätgotischer Zeit umgebaut, der südseitige Flügel im 17. Jahrhundert neu gestaltet. Im Obergeschoß des Quertraktes, der den inneren vom äußeren Hof trennt, liegt die zweijochige spätgotische St. Niklas-Kapelle, die aber um 1910 neugotisch erneuert wurde. Ihr Chorschluss ragt erkerartig in den äußeren Hof vor. An die Kapelle schließt ein kleiner Saal mit Mittelsäule und barockem Stuckrippengewölbe an. Die Wohnräume des ersten Stockwerks des Palas wurden ebenfalls in den ersten Jahren des 20. Jahrhunderts restauriert, nachdem sie lange Zeit ohne Dach dem Verfall preisgegeben waren. Dabei gingen die alten Kassettendecken verloren und die Hofgalerien wurden durch schmucklose Außengänge ersetzt. An den Mauern der einzelnen Gebäude haben sich einige romanische Details erhalten, so z. B. der viereinhalb Meter hoch gelegene rundbogige Einstieg in den Bergfried mit zwei eingestellten Säulchen, von denen nur die Knospenkapitäle und die Basen dem Zahn der Zeit entgangen sind. Weiters sind noch Reste eines Ornamentfrieses an der östlichen Toranlage sowie zwei vermauerte Doppelbogenfenster zu erkennen. Im 15. Jahrhundert wurde die ganze Burganlage mit einer niedrigen Mauer umgeben, wodurch sich ein schmaler Zwinger ergab. Die ehemaligen Wehrgänge sind nicht mehr vorhanden. Am Fuß des Berges liegt die 1499 errichtete Vorburg. Sie verfügt über einen eigenen Torbau mit ehemaligem Zugbrückenportal und ist durch einen Mauerring mit der Hauptburg verbunden. Ein aus dem 17. Jahrhundert stammender dreigeschoßiger Speicherbau nimmt die Südwestecke des geräumigen Hofes ein.

## Besitzgeschichte
Die Burg dürfte als landesfürstliches Lehen in den Jahren 1171 bis 1180 im Zug der Grenzbefestigungsmaßnahmen gegen Ungarn durch Leopold von Erlach erbaut worden sein. Erstmals urkundlich erwähnt wird Thalberg 1209 mit Leopolds Söhnen, Erhard und Heinrich von Krumbach. 1346 fällt es an Ulrich den Tursen. Im 15. Jahrhundert sind die Neuberg und die Herren von Rottal die Besitzer der Burg. Letztere ließen wesentliche Umgestaltungen und Erweiterungen durchführen. Von 1523 bis 1557 gehörte Thalberg den Dietrichsteinern. Sie vergrößerten die Herrschaft auf Kosten des Vorauer und Pöllauer Stiftsbesitzes. Das zur Burg gehörende Landgericht reichte bis zur niederösterreichischen Grenze am Wechsel. Damals war Thalberg das Zentrum des Protestantismus in der nördlichen Oststeiermark. Um 1530 verwüsteten türkische Streifscharen die Anlage. Über Jakob von der Dürr und Adam von Lindeck gelangte sie 1565 an die Familie Rauber. Aus wirtschaftlichen Gründen wurde die Herrschaft gepfändet und 1603 an Wolfgang Unverzagt verkauft. Die Raubers versuchten noch Thalberg mit Gewalt einzunehmen, doch wurde ihr Angriff blutig abgeschlagen. Im Jahre 1610 erwarben die Grazer Jesuiten den Besitz. Während des Türkenkrieges von 1683 und der Kuruzeneinfälle der Jahre 1704 und 1708 diente die Burg auch der Bevölkerung des benachbarten Friedberg als Zufluchtsort. Als der Jesuitenorden 1773 aufgehoben wurde, fiel Thalberg an den Staat und wurde verpachtet. 1797 wurde die Herrschaft öffentlich versteigert. Die neuen Besitzer, die Edlen von Erko, bauten den Meierhof am Fuß des Burgberges schlossartig aus. Da in der Folge nur mehr dieser bewohnt wurde, begann das Hochschloss zu verfallen. Diese Entwicklung setzte sich im 19. Jahrhundert verstärkt fort, da die Eigentümer rasch wechselten und kein Interesse am alten Bau zeigten. Gelegentlich wurde die Burg sogar als Steinbruch benützt. In dieser Zeit verlor die Burg einen erheblichen Teil ihrer romanischen Steinmetzarbeiten. Erst zu Beginn des 20. Jahrhunderts kam es durch Anna Potzinger, der damaligen Eigentümerin, zu einer Restaurierung der Anlage, die danach als Schlosspension bzw. Erholungsheim diente. 1917 ersteigerte Helene Natel die Burg, verkaufte sie aber bereits ein Jahr später an die Familie Hauke-Gißlinger, heute ist die Burg im Besitz der Familie Gisslinger.
Zurzeit werden Teile der Burg renoviert.